# Tugt & utugt
|  | Denne artikel er oprettet af botten Steenthbot ud fra en ekstern database. Den kan derfor have sproglige fejl eller mangler. Denne skabelon kan fjernes efter kontrol af indholdet. |

Tugt & utugt er en dansk dokumentarfilm fra 2001 instrueret af Torben Skjødt Jensen og Ghita Beckendorff.

## Handling
Skildring af seksualitetens forvandling igennem det 20. århundrede, set fra en dansk/svensk perspektiv